# 豊橋市立旭小学校
豊橋市立旭小学校（とよはししりつ あさひしょうがっこう）は、愛知県豊橋市旭町にある公立小学校。愛知県道・静岡県道4号豊橋大知波線（電車道）の北側にある。

## 沿革
- 1951年（昭和26年） - 豊橋市立東田小学校の全校児童が2千人を突破し、分割の方針となる。
- 1952年（昭和27年） - 東田小学校は分割して豊橋市立商業学校跡へ移転。同年、この旭町の地に豊橋市立旭小学校が上述の豊橋市立東田小学校から分割した地域と豊橋市立八町小学校から校区変更で編入された地域を校区として成立開校。
- 1956年（昭和31年） - 豊橋市立旭小学校は全校児童1,544名となり児童数が最大となる。
- 1957年（昭和32年） - 放送教育東海北陸大会会場校となり、各教室にテレビが設置される。
- 1960年（昭和35年） - プール起工式が行われる。
- 1963年（昭和38年） - 第2校舎鉄筋3階建完工する。
- 1969年（昭和44年） - 運動場改修工事が行われる。
- 1971年（昭和46年） - 全校舎鉄筋化竣工する。
- 1974年（昭和49年） - 体育館が竣工する。
- 1983年（昭和58年） - ひなまつり集会が始まる。
- 1992年（平成4年） - 健全育成会設立。
- 1994年（平成6年） - 南校舎改装完了。
- 2004年（平成16年） - 校舎、体育館耐震工事。
- 2004年（平成17年） - あおぞら学級が新設される。
- 2009年（平成21年） - 太陽光発電設備設置。
- 2011年（平成23年） - 旭小学校開校60周年式典挙行。正門一式、指令台1台が寄贈される。
- 2012年（平成24年） - 駅伝部創設。
- 2013年（平成25年） - 大型木製遊具完成。
- 2014年（平成26年） - ユネスコスクール加盟。
- 2015年（平成27年） - 第1回「旭学校いのちの日」。
- 2018年（平成30年） - 下条小学校との交流学習開始。北校舎トイレ大規模改修。
- 2019年（令和元年） - 普通教室・特別教室にエアコン設置工事。体育館外壁補修工事。
- 2020年（令和2年）3月 - 新型コロナウィルス感染防止のため、5月まで休校。

## 詳細
学校への最寄りの交通機関は豊橋鉄道市内線東田本線の前畑電停である。
豊橋市内では古く伝統ある豊橋市立東田小学校の校区から分割された地域と、豊橋市立八町小学校から校区変更となり編入された地域を校区とする。又、この校区は東西に走る電車道（愛知県道4号線）（最寄りは前畑電停、東田坂上電停、東田電停、競輪場前電停）と旧東海道を拡張した国道1号線、それから、南北に走る通称「青陵街道」の老松の街道がある。

## アクセス
- 豊橋鉄道市内線東田本線前畑電停から、徒歩約120m・約2分。
- 豊鉄バス豊橋和田辻線[1]で、「旭橋」バス停下車後、徒歩約285m・約5分。

## 通学区域
- 東田町字北蓮田、東田町字北臨済寺（1番地のみ）、東田町字前畑、東田町字西前山の一[部、東田町字東前山の一部、旭町字旭、旭町字餌指（牟呂用水以東）、池見町、老松町の一部、瓦町の一部、瓦町通1丁目（老松町一区自治会区域に属する地区）、瓦町字道下、瓦町字宮下、瓦町字臨済寺前の一部、東雲町の一部、住吉町の一部、東新町、前畑町、南旭町[2]。

## 進学先中学校
- 豊橋市立青陵中学校

## 著名な出身者
- 松平健（俳優）[3]